# USS Leyte (CV-32)
USS Leyte (CV-32) — американский авианосец класса «Эссекс». Вступил в строй после Второй мировой войны, поэтому участия в ней не принимал.

## История корабля
Заложен 21 февраля 1944 года на верфи Newport News Shipbuilding. Спущен на воду 23 августа 1945 года.
Вступил в строй 11 апреля 1946 года. С 6 сентября 1950 года по 3 февраля 1951 года участвовал в боевых действиях в Корее. 1 октября 1952 года переклассифицирован в CVA-32, а 8 августа 1953 года в CVS-32. 16 октября 1953 года во время стоянки в Бостоне произошёл взрыв в воздушно-масляной системе катапульты. Начался пожар, в результате которого 37 человек погибло и 40 было ранено. 15 мая 1959 года «Лейте» был переклассифицирован в авиатранспорт AVT-10 и выведен в резерв. 1 июня 1969 года списан и сдан на слом.